# Josep Mercadal i Peyrí
Josep Mercadal i Peyrí (Barcelona, Barcelonès, 12 de desembre de 1903 - Barcelona, Barcelonès, 10 de febrer de 1976) va ser un metge dermatòleg català.

## Biografia
Orientat des del principi cap a l'especialitat en dermatologia, es va llicenciar a Barcelona el 1925 i, ben aviat, va començar a treballar com a metge assistent al servei de dermatologia de l'Hospital Clínic, a la càtedra del doctor Jaume Peyrí Rocamora, parent llunyà de la seva mare i que al cap d'uns anys seria el seu sogre. Entre els anys 1930 i 1931 amplià els seus estudis a París, amb Raymond Sabouraud, i a Zúric, amb Bruno Bloch. Fou cap de servei de dermatologia de l'Hospital de la Creu Roja de l'Hospitalet i de l'Hospital Sant Pere Claver. Es va convertir en el primer metge que es doctorà per la Universitat Autònoma de Barcelona, però després de l'anul·lació aquella tesi doctoral pel règim franquista, hagué de repetir-la a Madrid el 1941. Fou professor adjunt de dermatologia a la Universitat de Barcelona entre els anys 1941 i 1951. President de la Societat Medicofarmacèutica dels Sants Cosme i Damià i vicepresident de la Federació Internacional d'Associacions Mèdiques Catòliques, també fou membre fundador i president el 1963 de la secció catalana de l'Acadèmia Espanyola de Dermatologia, de la qual, anys més tard, és nomenat president honorífic. L'any 1950, ingressa a la Reial Acadèmia de Doctors i, el 1970, és elegit acadèmic numerari de la Reial Acadèmia de Medicina de Barcelona. També fou fundador i director de l'Institut de Patologia Cutània. Col·laborà en més de 200 publicacions, moltes de les quals aparegueren en els Anales de la Academia de Ciencias Médicas (1930-35).
Fou membre corresponent de diverses Acadèmies espanyoles i estrangeres, a l'Argentina, l'Uruguai, Portugal, Bèlgica i el Perú, i també membre d'honor de la Societat Mexicana de Dermatologia i Sifilografia i de l'Associació de Metges Dermatòlegs i Sifilògrafs de Llengua francesa.

## Reconeixements
- El 1973 va ser condecorat amb la Placa de l'Ordre Civil de Sanitat.[2]
- El 1975 fou nomenat Metge d'Honor de la Creu Roja Espanyola.[2]